# ژان ماکسیمیلین لامارک

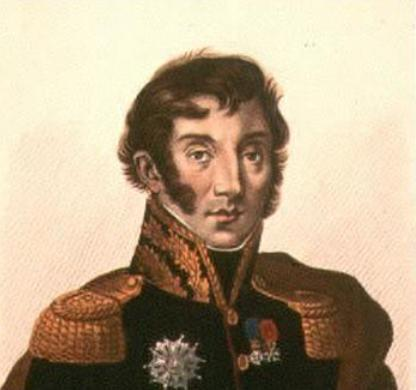
ژان ماکسیمیلیان لامارک

ژان ماکسیمیلین لامارک (Jean Maximilien Lamarque) (زاده ۲۲ ژوئیه ۱۷۷۰ – درگذشته ۱ ژوئن ۱۸۳۲) فرمانده فرانسوی در جنگ‌های ناپلئونی و نماینده پارلمان فرانسه بود. در پی انقلاب ۱۸۳۰، وی به فرماندهی نیروهای مدافع حکومت در برابر بوربونیست ها گماشته شد. سپس، به عنوان شخصیت منتقد پادشاهی لوئی فیلیپ در میان مردم محبوبیت کسب کرد. درگذشت وی در سال ۱۸۳۲ به شورش ژوئن انجامید، که ویکتور هوگو در رمان بینوایان به آن پرداخته است.